# 진식 (삼국지)
진식(陳式, ? ~ ?)은 중국 후한 말 ~ 삼국 시대 촉나라의 무장이다. 소설 《삼국지연의》에서는 각색이 많이 되었다.

## 생애
유비를 섬겼다. 진식 등 10여 영(營)은 유비의 명에 따라 한중군으로 통하는 마명각도(馬鳴閣道)의 차단을 시도했다가 서황에게 격퇴당했다. 군사들이 골짜기에 뛰어내리는 등 죽은 자가 많았다. 222년(장무 2년), 유비가 동오를 공격했을 때 오반과 함께 촉한의 수군을 인솔하기도 했다. 229년(건흥 7년), 제갈량의 명을 받아 무도군과 음평군(陰平郡)을 공략했다. 이에 위나라의 옹주자사 곽회가 응전하려 하였다. 제갈량도 몸소 건위(建威)로 나아갔므로 곽회가 물러났다. 이외의 행적과 가계는 기록이 없어 알 수 없다.

## 삼국지연의
사서가 아닌 소설 《삼국지연의》에서는 사서에 기반한 모습은 거의 없으며 제71회 정군산 전투(定軍山―)에서 황충의 아장(牙將)으로 첫 등장한다. 하후상이 하후연의 책략을 수행해 황충을 유인한다. 나서려는 황충을 진식이 자원해 대신했다가 하후연에게 포획당한다. 이번엔 황충이 반객위주(反客爲主)의 전술을 써 하후상을 생포한다. 하후연이 황충에게 인질 교환을 제안한다. 진식은 무사히 생환한 반면 하후상은 본진 가까이 이르자 황충의 화살을 등짝에 맞는다. 이후 황충이 하후연을 전사시키고 진식과 같이 정군산으로 쳐들어가 맞서 온 장합을 물리친다.
제98회, 제갈량이 제3차 북벌에 나서 진창성(陳倉城)을 취하고 기산(祁山)으로 진격한다. 진식도 유선의 명으로 제갈량에 합류한다. 제100회, 작품 기준 제4차 북벌에 참여하여 위연, 장억, 두경, 진식이 2만 명을 이끌고 기곡(箕谷)으로 향한다. 제갈량은 등지를 보내 매복을 경계하며 함부로 진군해서는 안 된다는 영을 전한다. 진식은 위군이 큰 비로 인해 급히 철수했으니 도리어 재빨리 전진해야 한다고 주장한다. 게다가 가정(街亭)에서의 패전을 들먹이며 제갈량을 비웃는다. 위연도 자오곡(子午谷) 계책이 채택되지 않았던 일로 같이 비웃는다. 진식은 등지의 만류도 뿌리친 채 직속의 5,000명만으로 속행한다. 몇 리를 못 가 사마의의 복병에 당해 사오백 명만이 남고 죽을 뻔하는데 위연이 구출해준다. 추격하는 위군은 두경과 장억이 저지해준다. 전후 처리에 있어 진식은 위연이 시킨 일이라고 발뺌한다. 제갈량은 ‘위연은 오히려 진식을 구했는데도 진식은 남 탓을 한다’며 명령 위반의 죄를 물어 참수하고 효시한다.

## 같이 보기
- 삼국지 인물 목록